# Kasra Nouri

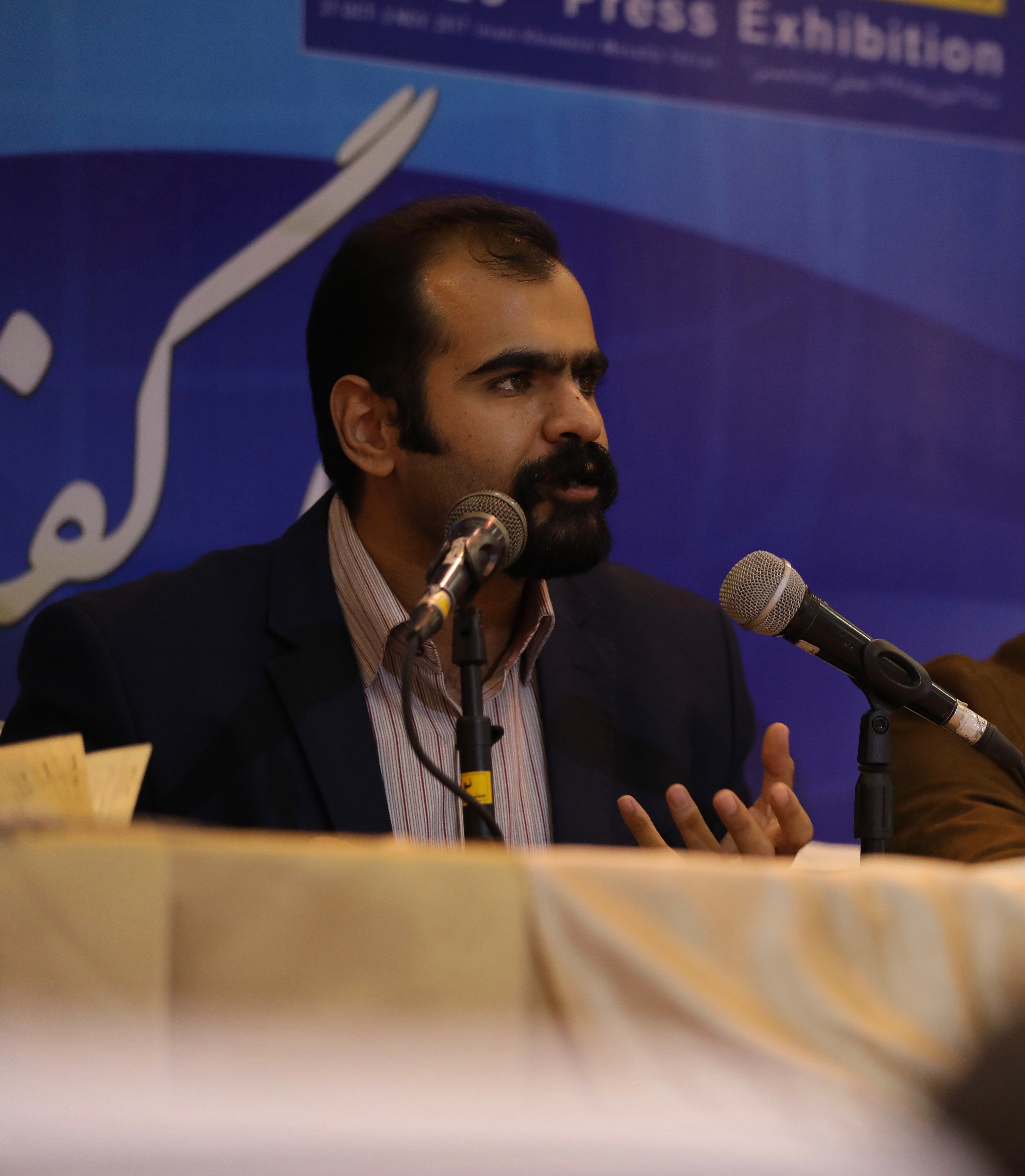
Kasra Nouri, 2017

Kasra Nouri (persisch کسری نوری, * 27. Juni 1990 in Bandar Abbas) ist ein iranischer politischer Aktivist.

## Leben
Kasra Nouri ist Chefredakteur der Website „Majzooban-e noor“ mit  Nachrichten über die islamische Gruppierung der Derwische. Nouri wurde zuletzt während der Derwischproteste 2018 mit seiner Familie verhaftet und zu 12 Jahren Gefängnis und 148 Peitschenhieben verurteilt. Er unterstützte Mehdi Karroubi (Präsidentschaftskandidat) bei den iranischen Präsidentschaftswahlen 2009.
Der Journalist wurde im Februar 2018 verhaftet, als er für die Website Majzooban-e-Noor über religiöse Proteste  berichtete, die Nachrichten über die Gonabadi-Derwische, eine Sufi-Splittergruppe, enthielt. Er verbüßt die 12-jährige Haftstrafe wegen staatsfeindlicher Handlungen im Adel-Abad-Gefängnis in der Nähe der Innenstadt von Schiras, nachdem er zunächst im Großraum Teheran festgehalten worden war. Das Berufungsgericht von Teheran bestätigte sein Urteil im März 2019.
Während der Derwischproteste 2018 wurde er zusammen mit seiner Mutter Shokoufeh Yadollahi und seinen Brüdern Pouria Nouri und Amir Nouri festgenommen.